# Citrus neocaledonica
Espèce
Citrus neocaledonica, parfois Citrus neo-caledonica est un agrume sauvage du nord-ouest de la Grande Terre en Nouvelle-Calédonie.

## Dénomination
Citrus neo-caledonica Guillaumin n. sp. est synonyme de Oxanthera neocaledonica (Guillaumin) Tanaka. Les sous-populations nommées sont: Poum, Tiébaghi, Tinip, et Koniambo. 

## Taxonomie
Guillaumin décrit (1911) la plante à partir des explorations de Balansa rapportées par V. H. Lecomte (Notulæ systematicæ II - 1911) comme « une troisième espèce du nord-ouest de l'ile, très distincte des deux autres». Swingle et Tanaka (1928) avaient recréé le genre Oxanthera (qui était une innovation de Xavier Montrousier en 1860) et en avaient fait O. neocaledonica. Guillaumin confirme l'appartenance à Citrus en 1938, la confirmation est depuis validée par la génomique. Il n'a jamais vu le fruit mur «et Balansa ne nous ayant fourni aucun renseignement sur eux», sa description est succincte. 

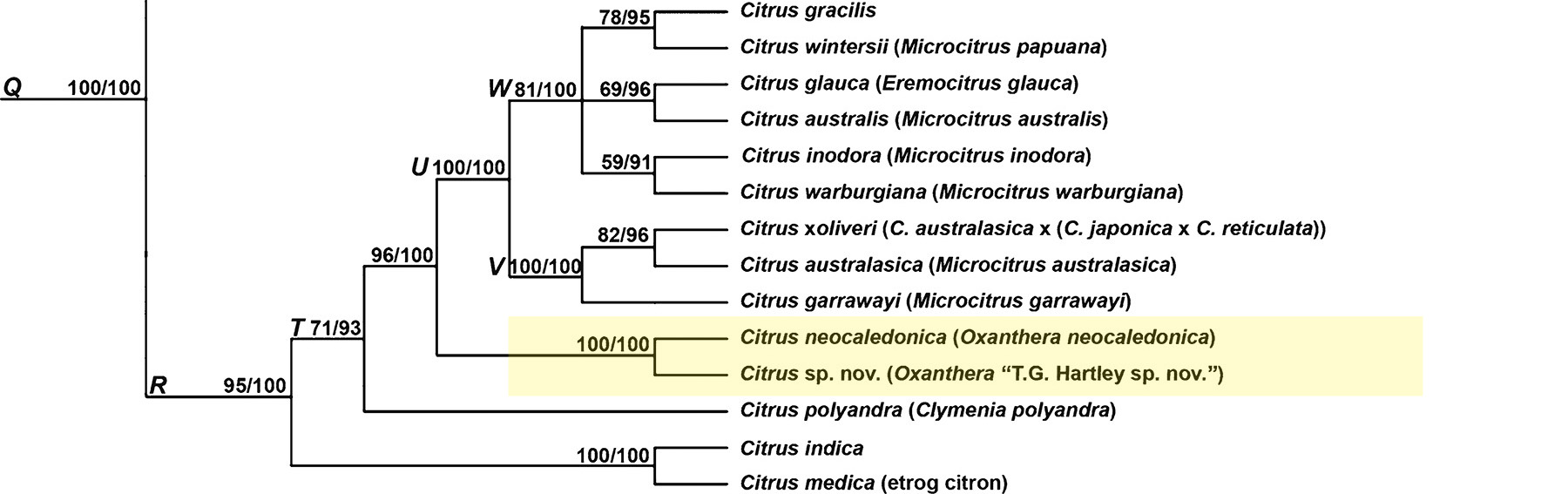
Citrus neocaledonica est une divergence ancienne dans le groupe des Citrus australiens et néo-guinéens (Bayer, Mabberley, 2009)

## Description
- Description de Guillaumin : «C’est un arbuste d’un mètre, complètement inerme, à feuilles extrêmement coriaces, lancéolées ou obovales et présentant des veines saillantes, surtout en dessous, comme les veines d’une main. Le pétiole est nettement articulé avec la feuille et faiblement ailé. La fleur, qui est blanchâtre, se trouve solitaire à l'extrémité des jeunes pousses et est sphérique; les étamines sont plus ou moins soudées en faisceaux, mais jamais toutes libres, et l'ovaire présente un certain nombre de côtes comme un melon (J'en ai compté sept sur tous les ovaires et jeunes fruits que j'ai observés.)»[7].
- Description du fruit par Tanaka (1928) «Le fruit est oblong, parfois courbé, pointu, avec des côtes superficielles, avec environ 7 segments, contenant de grosses graines avec un seul embryon très dur. Les vésicules pulpaires sont peu développées et gommeuses»[8].

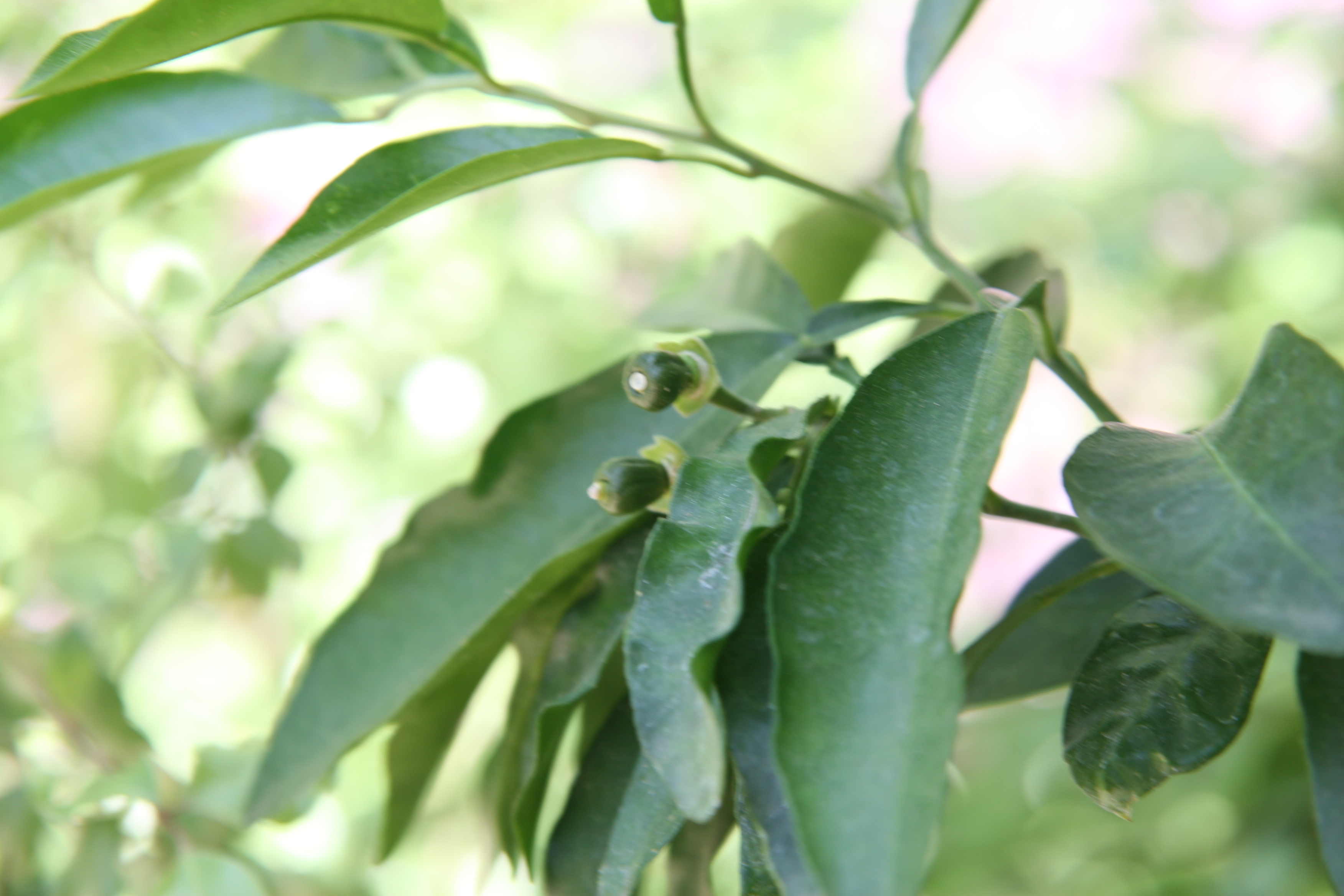
feuilles et très jeunes fruits

## Écologie
L'étude (2004) sur la flore de la forêt sèche de Nekoro qualifie cette Rustaceae «d'espèce très discrète qui n'a été vue qu'à trois reprises lors de l'étude». Elle est présente dans la maquis minier arbustifs à strate herbacée réduite sur sols bruns hypermagnésiens (2020).
L'espèce est classée (1998) en liste rouge de l'UICN: en danger critique d'extinction selon le critère D. La dernière observation signalée par MNHN date de 2021.